# 關嘉美
關嘉美是香港的一位醫生，外貌奇特。其註冊專科為家庭醫學。經常於報章及電視節目上分享婦科、戒煙、飲食失調症、心理輔導及人際關係等範疇上的知識。於2014年領養一位孩童成為女兒，名為Abby Chan。

## 學歷
- 1977年，香港大學內外全科學士
- 1990年，香港中文大學家庭醫學文憑
- 1993年，澳洲皇家全科醫學院院士、香港家庭醫學學院院士
- 1995年，香港醫學專科學院院士（家庭醫學）

## 診所
關嘉美於旺角設立診所，同時亦於香港浸會醫院及聖德肋撒醫院服務。